# Теорема Трахтенброта
Теорема Трахтенброта — теорема о неразрешимости истинности формул логики первого порядка для конечных моделей. Была сформулирована Б. А. Трахтенбротом в 1950 году. Её следствием является существование неограниченного числа формул, выражающих условие (а, следовательно, и определение) конечности множества и среди них имеется неограниченное множество независимых. Также её следствием является отсутствие самой слабой аксиомы бесконечности (для любой аксиомы бесконечности найдется более слабая аксиома бесконечности).

## Пояснения
Существует ряд логических формул, выражающих условие конечности множества и, следовательно, являющимися его определениями, например:
- множество конечно, если оно индуктивно;
- множество конечно, если множество всех его подмножеств нерефлексивно[4];
- множество конечно, если оно нерефлексивно;
- множество конечно, если оно не является объединением двух непересекающихся множеств, каждое из которых эквивалентно данному множеству[4].

Следствием теоремы Трахтеброта является существование неограниченного числа таких формул и отсутствие среди них самой слабой и самой сильной.
В математической логике формула {\displaystyle A} считается сильнее формулы {\displaystyle B}, если {\displaystyle B} следует из {\displaystyle A}, но {\displaystyle A} не следует из {\displaystyle B}.
Другим следствием теоремы Трахтенброта является отсутствие самой слабой аксиомы бесконечности.